# ヘカトムノス
ヘカトムノス（Hecatomnus、Hekatomnos、ギリシア語: Ἑκατόμνος、カリア語: 𐊴𐊭𐊪𐊵𐊫）は、紀元前4世紀初頭のカリアの支配者。彼はペルシアのアケメネス朝の王アルタクセルクセス2世（紀元前404年 - 358年）が治めたカリアのサトラップ（知事）だった。